# Eremogone pineticola
Eremogone pineticola là loài thực vật có hoa thuộc họ Cẩm chướng. Loài này được Klokov mô tả khoa học đầu tiên.